# Marco Pinotti
Marco Pinotti (Osio Sotto, 1976. február 25. –) korábbi olasz profi kerékpáros. Utolsó csapata az amerikai BMC Racing Team volt, ahonnan 2013 októberében jelentette be visszavonulását. Jelenleg a csapat edzői stábjában dolgozik.

## Eredményei
| 1999 1. - GP d'Europa 2000 1., 5. szakasz - Tour de Pologne 2. - Duo Normand 2. - GP d'Europa 4. - Giro della Toscana 9., összetettben - Ronde van Nederland 9. - GP des Nations 2001 9. - GP Citta di Camaiore 2002 5., - Olasz országúti bajnokság - Időfutam 2003 1., 4. szakasz - Vuelta al Pais Vasco 9., összetettben - Tour de Luxembourg 2004 1., 1. szakasz - Tour de Langkawi 3., - Olasz országúti bajnokság - Időfutam 6. - GP Eddy Merckx 8. - Giro della Romagna 10. - Chrono des Herbiers 2005 1., - Olasz országúti bajnokság - Időfutam 4. - Firenze - Pistoia 7., összetettben - Tour de Georgia 8. - Chrono des Herbiers 2006 2., - Olasz országúti bajnokság - Időfutam 8., összetettben - Tour de Georgia 2007 1., - Olasz országúti bajnokság - Időfutam 4. - GP Pino Cerami | 2008 1., - Olasz országúti bajnokság - Időfutam 1., összetettben - Tour of Ireland 1., 21. szakasz - Giro d’Italia4., 2. - GP Triberg-Schwarzwald 2. - Firenze - Pistoia 4. - Chrono des Nations 2009 1., - Olasz országúti bajnokság - Időfutam 1. - Coppa Lella Mentasti 1., 1. szakasz - Giro d’Italia 1., 3. szakasz - Tour de Romandie 1., 5. szakasz - Vuelta al Pais Vasco 3., összetettben - Tour of Missouri 4., Országúti világbajnokság - Időfutam 5., összetettben - Tour of Ireland 6. - Sachsen Tour 10. - Clásica de San Sebastián 2010 1., - Olasz országúti bajnokság - Időfutam 4., összetettben - Tour of Oman 5., összetettben - Vuelta al Pais Vasco 7., összetettben - Tour de Romandie 1., Prológ 9., összetettben - Giro d’Italia 2011 1., 1. szakasz - Giro d’Italia 6., összetettben - Tirreno–Adriatico |

## Grand Tour eredményei
| Grand Tour | 1999 | 2000 | 2001 | 2002    | 2003 | 2004 | 2005 | 2006 | 2007 | 2008 | 2009 | 2010 | 2011    | 2012 |
| ---------- | ---- | ---- | ---- | ------- | ---- | ---- | ---- | ---- | ---- | ---- | ---- | ---- | ------- | ---- |
| Giro       | -    | -    | -    | -       | -    | -    | 48.  | 60.  | 18.  | 65.  | 39.  | 9.   | feladta |      |
| Tour       | 113. | -    | 52.  | feladta | -    | -    | -    | -    | -    | -    | -    | -    | -       |      |
| Vuelta     | -    | -    | 126. | -       | -    | -    | -    | -    | -    | -    | -    | -    | -       |      |